# Epigeneium longirepens
Epigeneium longirepens là một loài thực vật có hoa trong họ Lan. Loài này được (Ames & C.Schweinf.) Seidenf. mô tả khoa học đầu tiên năm 1980.